# IC 5217
IC 5217 — планетарна туманність у сузір'ї Ящірка.
Цей об'єкт міститься в оригінальній редакції індексного каталогу.